# Boom des levens (Bahrein)

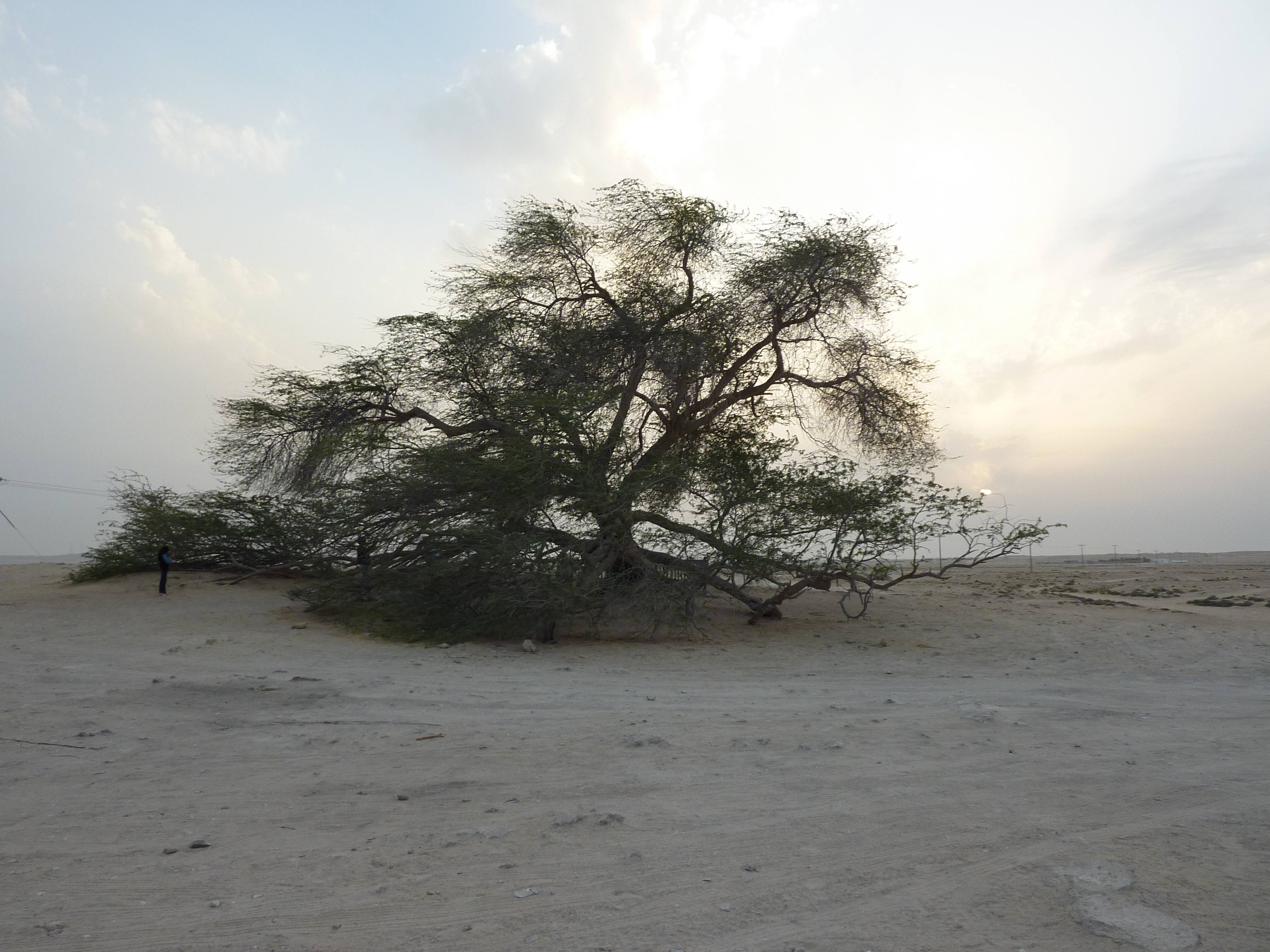
Boom des levens

De Boom des levens in Bahrein (ook: Shajarat-al-Hayat) is een oude Prosopis cineraria die in de woestijn van Bahrein groeit.
Deze boom is een eenzaam levend wezen dat kan overleven in de droge zandwoestijn. De bron waaruit de boom zijn water haalt, is nog steeds onbekend. Desondanks overleeft deze boom al zeker 400 jaar, hetgeen hem een bezienswaardigheid maakt.